# Marsaglia
Marsaglia (piemontès: Marsaja) és un municipi italià. Es troba a la província de Cuneo, al Piemont, a una altitud mitjana de 607 msnm. El 2018 tenia 228 habitants.
Des del punt de vista geològic, el territori del municipi és part de la Formació de Murazzano, que data del Languià-Serraval·lià (Miocè mitjà) i presenta una gran diversitat litològica entre els rius Tanaro i Belbo. S'hi han identificat seccions de marga calcària, marga sorrenca-llimosa, gres i sorra. L'estrat situat entre Torresina, Murazzano i Belvedere fa uns 1.050 metres de gruix.

## Demografia
| 1r gener 2017 | 1r gener 2018 | 1r gener 2023 |
| 239           | 228           | 219           |